# Алессандро Нівола
Алессандро Антін Нівола (нар. 28 червня 1972) — американський актор, номінований на премію «Тоні» та «Незалежний дух», а також отримав премію Гільдії кіноакторів, Британського незалежного кіно (BIFA) та нагороду за найкращу чоловічу роль на кінофестивалі «Трайбека» у 2017 році. Як продюсер керує компанією King Bee Productions, яка зняла два сезони комедії HBO «Лялька та Ем»

## Ранній життєпис
Нівола народився 1972 року в Бостоні, штат Массачусетс. Його мати, Вірджинія (уроджена Девіс), художниця, а батько, П'єтро Сальваторе Нівола, працював професором політології та старшим науковим співробітником Брукінгського інституту. Дідом Ніволи по батьковій лінії був італійський скульптор Костянтіно Нівола, а його бабуся по батьковій лінії Рут Гуггенхайм була єврейською біженкою з Німеччини.
Алессандро народився першим із двох хлопчиків; його брат Адріан Нівола, художник, на п'ять років молодший. Нівола навчався в Академії Філліпса в Ексетері та Єльському університеті. Його родина також проживала в Берлінгтоні, штат Вермонт, де він відвідував школу Матер Крісті.

## Кар'єра
Алессандро Нівола закінчив Єльський університет, здобувши освітній ступінь бакалавра англійської мови в 1994 році, а через рік дебютував на Бродвеї разом з Гелен Міррен у виставі «Місяць на селі», отримавши номінацію на премію Drama Desk. Невдовзі після цього здобув визнання у повнометражному фільмі Джона Ву Без обличчя (1997), де зіграв брата Ніколаса Кейджа Поллукса Троя. У наступні роки актор знімався у багатьох фільмах, зокрема у «Менсфілд-парку» (1999), «Марних зусиллях кохання» (2000), «Парку Юрського періоду 3» (2001), «Лорел-Каньйоні» (2002), «Червневому жуку» (2005), «Гол!» і «Гол 2» (2005, 2007), Коко до Шанель (2009), Джинджер і Роза (2012), Американській афері (2013), Найжорстокішому році (2014), Сельмі (2014), Неоновому демоні (2016), На один відсоток вологіше (2017), Тебе ніколи тут не було (2017), Непокорі (2017), Мистецтві самозахисту (2019) та Дайвінг-курорті Червоного моря (2019).
Актор також зіграв Дікі Молтісанті, головну роль у фільмі «Багато святих Ньюарка», стрічці Девіда Чейза, яка є приквелом до його телесеріалу «Клан Сопрано». У 2022 році він з'явився у фільмі Девіда О. Рассела «Амстердам», а також у комедійному фільмі «Кружляй мене» з Елісон Брі та Обрі Плазою.
Нівола також часто працював на телебаченні, знімаючись разом із Робертом Де Ніро в біографічному фільмі Баррі Левінсона про родину Медоффа «Маестро брехні» (2017), а також у міні-серіалі TNT «Компанія» (2007), у серіалі "Химерика " (2019) на британському Channel 4, а також трисерійному міні-серіалі BBC «Чорний нарцис», трансляція якого відбулася 27, 28 і 29 грудня 2020 року.
На сцені, окрім «Місяця на селі», він зіграв головну роль на Бродвеї в 2013 році в «Хлопчику Вінслоу» і в 2014 році в «Людині-слоні» з Бредлі Купером (номінація на премію «Тоні»), а також поза Бродвеєм у п'єсі Сема Шепарда в постановці «Брехня розуму» (2010) з Лорі Меткалф. Він також зіграв головну роль разом із Гвінет Пелтроу в постановці «Як вам це подобається» Шекспіра на Вільямстаунському театральному фестивалі 1995 року.
У 2013 році Нівола заснував King Bee Productions разом зі своєю дружиною Емілі Мортімер. Компанія випустила два сезони півгодинної комедії «Лялька та Ем» для HBO та BSkyB. Він також продюсував фільм До пилу із Метью Бродеріком у головній ролі, який отримав приз глядацьких симпатій на кінофестивалі в Трайбеці у 2018 році та був номінований на премію «Незалежний дух» у 2020 році.
У березні 2022 року було оголошено, що Нівола зіграє роль антагоніста Людини-павука, Носорога, у фільмі Sony «Крайвен-мисливець», який вийде у прокат у 2024 році.

## Особисте життя
Алессандро Нівола одружився з британською актрисою Емілі Мортімер у Бакінгемширі в січні 2003 року. Подружжя має сина Сема, який народився 26 вересня 2003 року, і доньку Мей, яка народилася в 2010 році. Вони живуть у Бурум Нілл у Брукліні. Сем і Мей зіграли брата і сестру у фільмі Netflix «Білий шум» 2022 року.

## Фільмографія
| Фільми      | Фільми                             | Фільми                                | Фільми                        |
| Рік         | Назва                              | Роль                                  | Примітки                      |
| ----------- | ---------------------------------- | ------------------------------------- | ----------------------------- |
| 1997        | Без обличчя                        | Поллукс Троя                          |                               |
| 1997        | Вигадане життя Ебботів             | Пітер Ванленінгем                     |                               |
| 1998        | Я хочу тебе                        | Мартін                                |                               |
| 1998        | Досягти скелі                      | Робін                                 |                               |
| 1999        | Найкращі плани                     | Нік                                   |                               |
| 1999        | Менсфілд Парк                      | Генрі Кроуфорд                        |                               |
| 2000        | Праця любові втрачена              | Король Фердинанд Наваррський          |                               |
| 2000        | Часовий код                        | Джої З                                |                               |
| 2001        | Парк Юрського періоду 3            | Біллі Бреннан                         |                               |
| 2002        | Вихідні дані                       | Мет                                   | короткометражний фільм        |
| 2002        | Лавровий каньйон                   | Ян Макнайт                            |                               |
| 2003        | Кароліна                           | Альберт Морріс                        |                               |
| 2004        | Поляна                             | Тім Гейс                              |                               |
| 2005        | Junebug                            | Джордж Джонстен                       |                               |
| 2005        | Сестри                             | Андрій Пріор                          |                               |
| 2005        | Позеленіння                        | Букмекер Білл                         |                               |
| 2005        | Гол!                               | Гевін Гарріс                          |                               |
| 2006        | Премія Дарвіна                     | Ad Exec                               |                               |
| 2007        | Благодать пішла                    | Джон Філіпс                           |                               |
| 2007        | Гол 2: Життя як мрія               | Гевін Гарріс                          |                               |
| 2007        | Дівчина в парку                    | Кріс                                  |                               |
| 2008        | Око                                | Доктор Пол Фолкнер                    |                               |
| 2008        | П'ять доларів на день              | Річі Флінн Паркер                     |                               |
| 2008        | Кого ти любиш?                     | Леонард Чес                           |                               |
| 2009        | Коко до Шанель                     | Артур «Бой» Кепел                     |                               |
| 2010        | Виття                              | Лютер Ніколс                          |                               |
| 2010        | Джені Джонс                        | Ітан Бренд                            |                               |
| 2012        | Роза Роза                          | Роланд                                |                               |
| 2013        | Американська афера                 | Ентоні Амаду                          |                               |
| 2014        | Вузол диявола                      | Террі Гоббс                           |                               |
| 2014        | Сельма                             | Джон Доар                             |                               |
| 2014        | Найжорстокіший рік                 | Пітер Форент                          |                               |
| 2016        | Неоновий демон                     | Роберт Сарно                          |                               |
| 2017        | На один відсоток більше вологості" | Джеральд                              |                               |
| 2017        | Тебе ніколи тут не було            | Губернатор Вільямс                    |                               |
| 2017        | Непокора                           | Рабин Довід Куперман                  |                               |
| 2018        | На прах                            | Н/Д                                   | Виробник                      |
| 2019        | Мистецтво самозахисту              | Сенсей                                |                               |
| 2019        | Дайвінг-курорт Червоного моря      | Семмі Навон                           |                               |
| 2021        | З/В: Том 2                         |                                       | Сегмент: «Сусідська варта»    |
| 2021        | Багато святих Ньюарка              | Дікі Молтісанті                       |                               |
| 2022        | Закрути мене                       | Нік Мартуччі                          |                               |
| 2022        | Амстердам                          | Детектив Гільц                        |                               |
| 2023        | Бостонський душитель               | Детектив Конлі                        |                               |
| 2023        | Дика кішка                         | Джон Селбі                            |                               |
| 2024        | Бруталіст                          | Аттіла                                |                               |
| 2024        | Сусідня кімната                    | Фленері                               |                               |
| 2024        | Крейвен-мисливець                  | Носоріг                               |                               |
| Телесеріали |                                    |                                       |                               |
| Рік         | Назва                              | Роль                                  | Примітки                      |
| 1996        | Пам'ятай WENN                      | Пол Райс                              | Епізод: «Валентіно говорить!» |
| 1996        | Кільце                             | Ноель                                 | Телефільм                     |
| 1998        | Майже ідеальне пограбування банку  | Дуг                                   | Телефільм                     |
| 2007        | Компанія                           | Лео Крицький                          | Мінісеріал                    |
| 2015        | Лялька Ем                          | Джон                                  | 4 епізоди; також продюсер     |
| 2017        | Маестро брехні                     | Марк Медофф                           | Телевізійний фільм            |
| 2019        | Химерика                           | Лі Бергер                             | 4 епізоди                     |
| 2020        | Чорний нарцис                      | пан Дін                               | Мінісеріал                    |
| 2022        | Останні кінозірки                  | Річард Брукс / Роберт Редфорд (голос) | 4 епізоди                     |
| 2024        | Велика сигара                      | Берт Шнайдер                          | Майбутній міні-серіал         |